# Abraham Archibald Anderson
Pour les articles homonymes, voir Anderson.

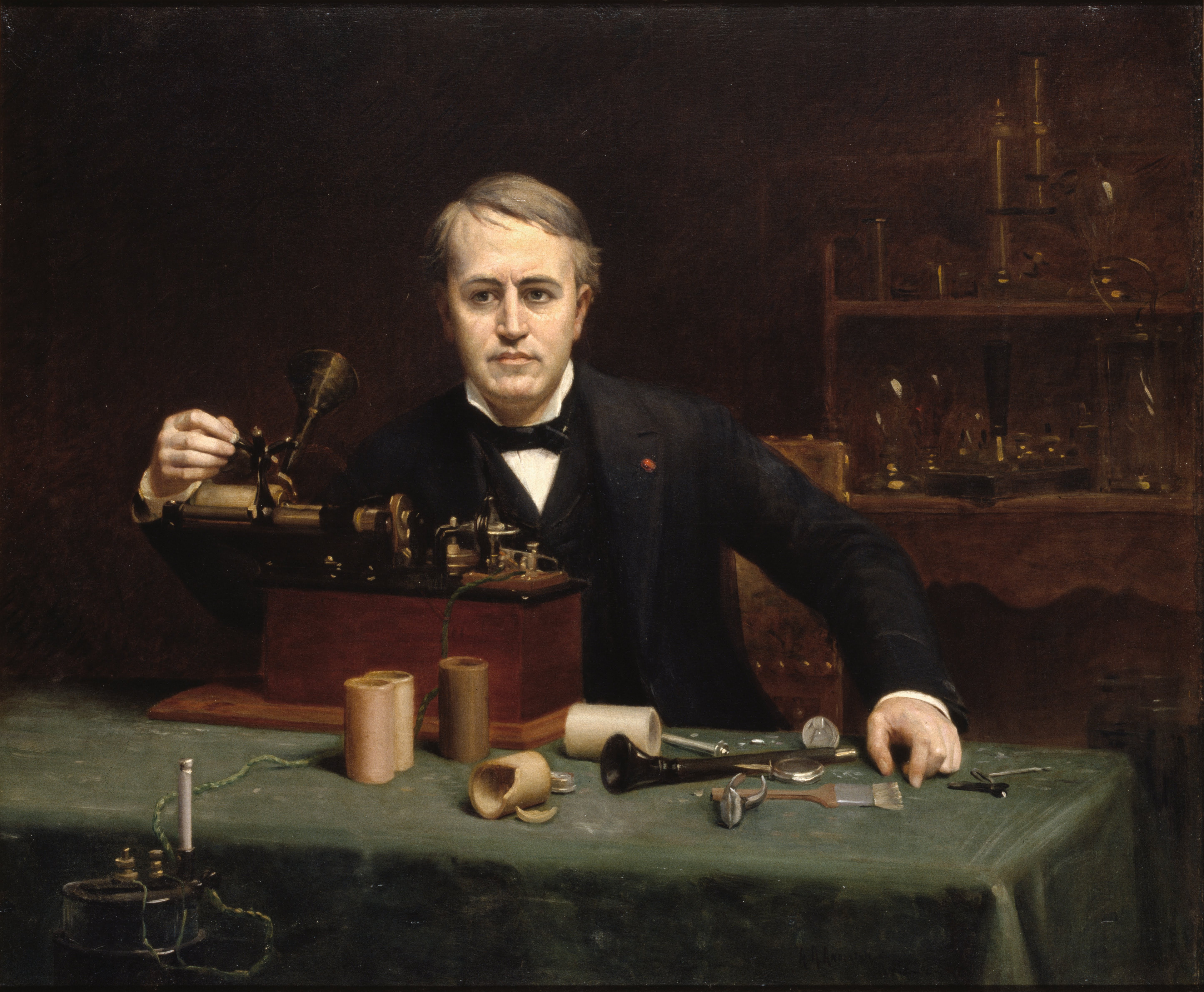
Portrait de Thomas Edison devant le phonographe (1890), National Portrait Gallery

Abraham Archibald Anderson, né le 11 août 1847 dans le New Jersey et mort à New York en 1940, est un peintre et aquarelliste américain.

## Biographie
Élève de Léon Bonnat et de Alexandre Cabanel, il est surtout connu comme portraitiste. Ses toiles les plus réputées sont :
- Le café du Lion d'or
- Edison devant le phonographe
- Le Printemps et l'amour
- La femme adultère
- Le matin après le bal

Il est l'époux (1876) d'Elizabeth Milbank Anderson.